# Kościół św. Michała Archanioła w Niestronnie
Kościół świętego Michała Archanioła – rzymskokatolicki kościół parafialny należący do parafii pod tym samym wezwaniem (dekanat mogileński archidiecezji gnieźnieńskiej).

## Historia
Jest to świątynia wzniesiona w 1742 roku. Wybudowana została dzięki staraniom kapituły gnieźnieńskiej. Odnowiona została w 1868 roku. W 1914 roku nawa została wydłużona. 

## Architektura i wnętrze
Budowla jest drewniana i posiada konstrukcję zrębową. Kościół jest orientowany. Posiada mniejsze prezbiterium w stosunku do nawy, zamknięte trójbocznie, z boku znajduje się zakrystia. Od frontu i z boku nawy są umieszczone kruchty. Świątynię nakrywa dach dwukalenicowy, pokryty dachówką, na dachu znajduje się sześciokątna wieżyczka na sygnaturkę. Jest ona zwieńczona blaszanym dachem hełmowym z latarnią. Wnętrze nakryte jest stropem płaskim i od 1914 roku częściowym sklepieniem kolebkowym. Chór muzyczny jest podparty dwoma filarami, posiada prostą linię parapetu, umieszczone są na nim organy Paula Voelknera z 1913 roku. Podłoga została wykonana z drewna. Belka tęczowa jest ozdobiona krucyfiksem późnogotyckim wykonanym w 1 połowie XVI wieku. Ołtarz główny w stylu manierystycznym pochodzi z około 1630 roku. Dwa ołtarze boczne reprezentują styl regencji i powstały w 1 połowie XVIII wieku. Na ścianach świątyni znajduje się droga krzyżowa i krucyfiks w stylu późnobarokowym, powstały w 2 połowie XVIII wieku. Kropielnica została wykonana z granitu.
Na dzwonnicy wiszą dwa dzwony, wykonane w 1975 roku, w Odlewni dzwonów Braci Kruszewskich, w Węgrowie. Noszą imiona: Maryja i Michał Archanioł. Ważą ok. 150 i 250 kg.

## Galeria

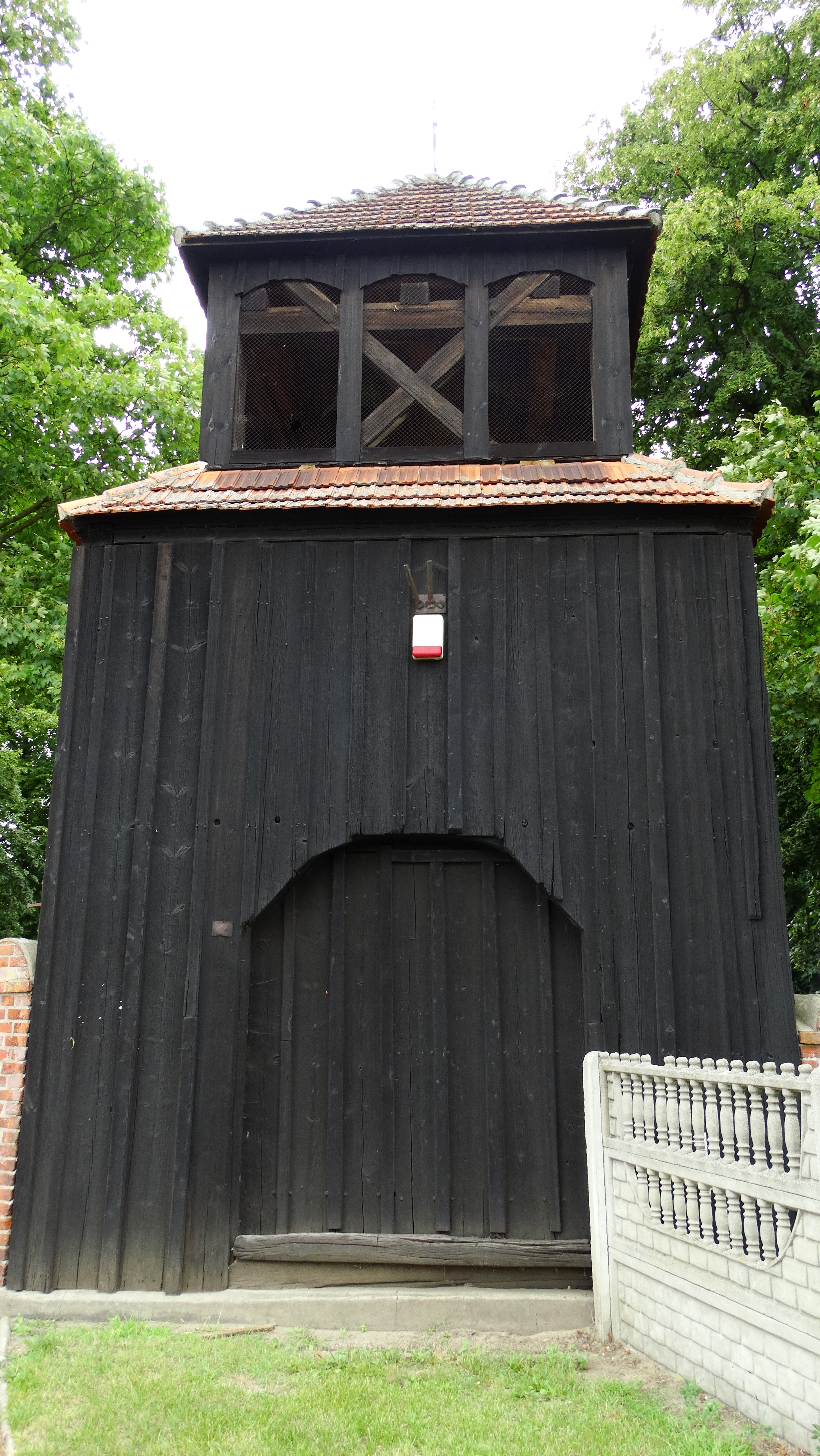
Dzwonnica
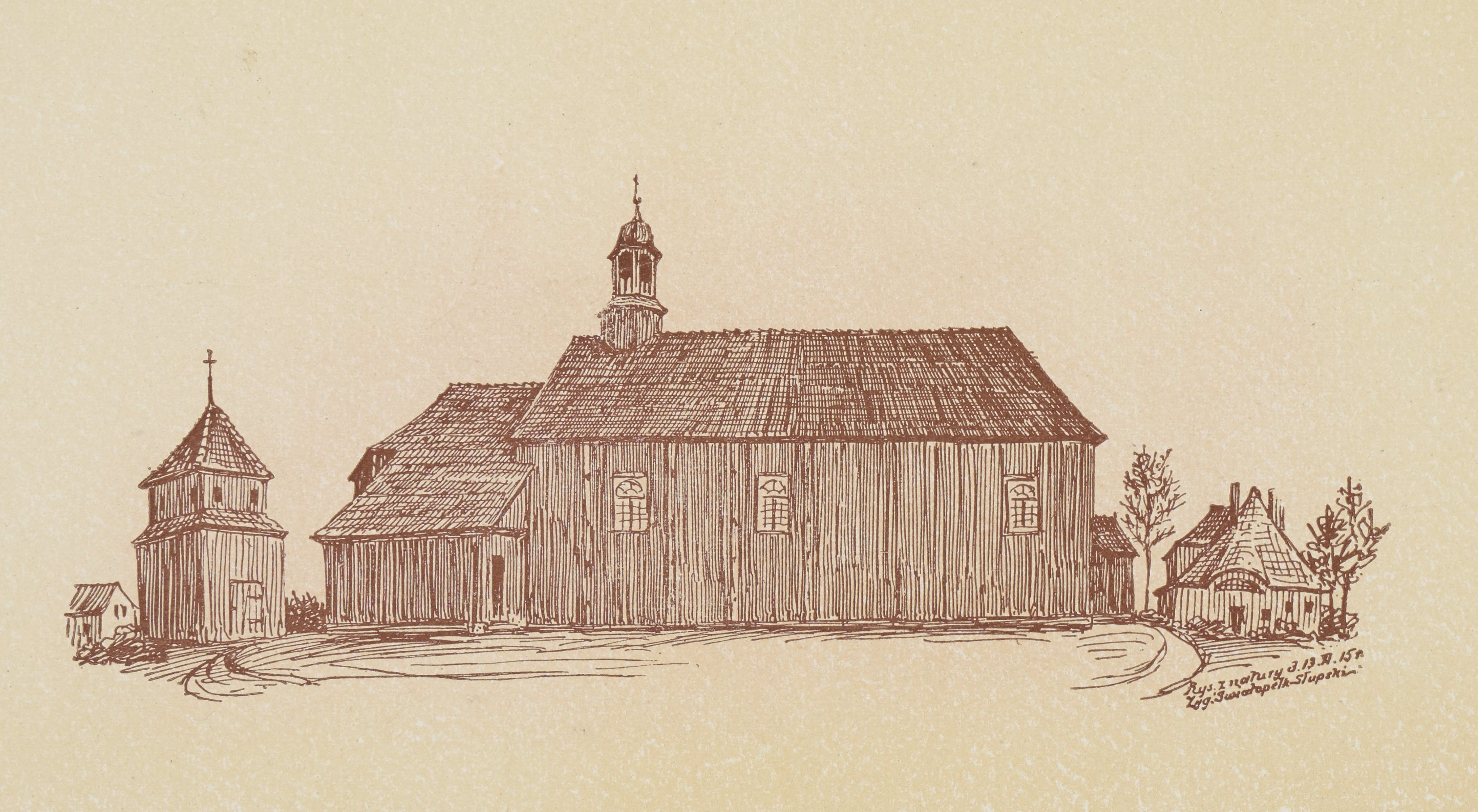
Widok kościoła przed 1917